# Haltestelle Oberfalkenstein
Die Haltestelle Oberfalkenstein war eine Interessentenhaltestelle in der Marktgemeinde Obervellach an der Tauernbahn, die nach der nahegelegenen Ruine Oberfalkenstein benannt ist.

## Geschichte & Entwicklung
Anfänge
Die Tauernbahn führt seit 1909 an den Hängen des Pfaffenbergs entlang. Die nächsten Stationen Obervellach und Penk waren jeweils mehrere Kilometer entfernt und für die Pfaffenberger Bevölkerung nur über die Bahnanlagen (Tunnel und Brücken) erreichbar. In den 1950ern wurde der Ruf nach einer Zuganbindung für Schüler und Pendler laut.
Errichtung
1956 wurde ein Vertrag zwischen der Marktgemeinde Obervellach und den Österreichischen Bundesbahnen geschlossen, welcher die Errichtung einer Interessentenhaltestelle bei Streckenkilometer 55,8 auf der damaligen eingleisigen Tauernbahnstrecke vorsah.
Laut dem Vertrag zeichnete die Gemeinde für die Errichtung der Haltestelle und die ÖBB für die Bedienung durch mindestens ein Regionalzugpaar verantwortlich.
Obwohl die Gemeinde für die Errichtung zuständig war, erfolgte der Bau durch die örtliche Bevölkerung. Das Wartegebäude wurde als Massivbau von der Initiative „Rettet das Kind“ gebaut. Nach der Fertigstellung erfolgte die, vertraglich festgehaltene, Übergabe der Anlagen an den Bundesschatz.
Zweigleisiger Ausbau
Im Zuge des zweigleisigen Ausbaus der Tauernbahn wurde die Haltestelle 1973 neu angelegt. Es wurden zwei neue Seitenbahnsteige errichtet. Da das ehemalige Gebäude der neuen Trasse weichen musste, trat ab 1976 die Gondel der zuvor abgetragenen Seilschwebebahn Obervellach an dessen Stelle.
Später wurde die Gondel durch zwei vollverzinkte Wartehäuschen ersetzt.
Schließung und Nachwirkung
Nach der Auflassung des Bahnhofs Kaponig im November 1999 war Oberfalkenstein der letzte, verbliebene ÖBB-Station im Gemeindegebiet von Obervellach.
Das 2017 zwischen der Kärntner Landesregierung und den ÖBB vereinbarte Kärntenpaket sah die Schließung der Haltestelle Oberfalkenstein vor.
Somit hielt am 3. Dezember 2019 der letzte Zug auf Oberfalkenstein.
Daraufhin wurde der Verein Freunde der Bahnhaltestelle Oberfalkenstein gegründet. Der Verein gab 2022 eine Potentialstudie bei der Brenner Managementberatung in Auftrag, um eine Wiedereröffnung der Haltestelle zu erwirken.
Es beschäftigte sich im März 2021 auch eine parlamentarische Anfrage an die zuständige Bundesministerin mit der Haltestelle Oberfalkenstein.